# Michałówka (Jagodne)
Michałówka – część wsi Jagodne, położona w Polsce, w województwie mazowieckim, w powiecie garwolińskim, w gminie Garwolin. Leży przy drodze ekspresowej S17.
Michałówka należy do rzymskokatolickiej parafii Podwyższenia Krzyża Świętego w Miętnem.

## Historia
„Michałówka, wieś, powiat garwoliński, gmina Wola Rębkowska, parafia Garwolin. Ma 12 domów, 70 mieszkańców, 27 mórg, posiada szkołę początkową” – Słownik Geograficzny Królestwa Polskiego i innych krajów słowiańskich – stan na 1880 r.
Szkoła w Michałówce tzw. "Zielona" (od koloru ścian zewnętrznych) została zbudowana w 1924 r. (przekaz ustny mówi o tym, że budowniczym tzw. Zielonej Szkoły był inż. Aleksander Wikliński (Koronka) urodzony we wsi Jagodne). Kierownikiem tej szkoły był w latach 1934–1936 Piotr Jaroszewicz (premier rządu Polski w latach 1970–1980). To z jego inicjatywy powstał murowany budynek szkoły. Na początku lat 70 XX wieku Piotr Jaroszewicz odwiedził miejscowość i zwrócił się do mieszkańców, by czynili starania w sprawie budowy nowej szkoły, gdyż stary budynek nie mógł sprostać wymaganiom jakie stawiano przed oświatą. Liczba uczniów w szkole wciąż rosła. Klasy liczyły po 48 uczniów, a liczba uczniów w szkole sięgała do 360 przy zatrudnieniu 12 nauczycieli łącznie z dyrektorem szkoły. Powołano Komitet Budowy Szkoły w Michałówce, w skład którego wchodziło 30 osób. Wśród nich wyróżnić należy Wandę Tudek, dyr. szkoły śp. Krystynę Sasimowską oraz śp. Jana Zielińskiego i śp. Antoniego Zalewskiego. W lipcu 1979 r. uzyskano zgodę Komisji Planowania przy Urzędzie Rady Ministrów na natychmiastowe rozpoczęcie budowy szkoły. W sierpniu 1979 r. do budowy szkoły przystąpiło Przedsiębiorstwo Budowlane w Garwolinie. Prace posuwały się w bardzo szybkim tempie. W roku 1980 w czasie wprowadzenia Stanu Wojennego część dydaktyczna nadawała się do użytku i została zamieszkała przez wojsko. Prace przy dalszym wykonaniu budynku z niewielkimi przerwami trwały nadal. W roku 1982 budowa szkoły została zakończona.

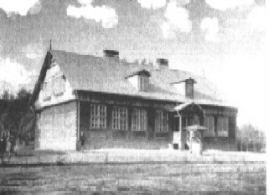
Szkoła Podstawowa w Michałówce lata 20 dwudziestego wieku.
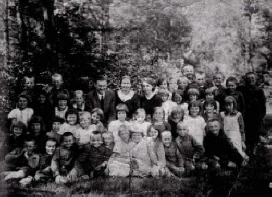
Zdjęcie uczniów z Michałówki 1936 rok.